# Hergest Ridge
Hergest Ridge er et instrumentalalbum af musikeren Mike Oldfield, der blev udgivet i 1974 på Virgin Records (CDV 2013).

## Spor
1. "Hergest Ridge Part 1" (21:40)
2. "Hergest Ridge Part 2" (18:51)